# Natsuki Sekiya
Natsuki Sekiya (jap. 関谷 夏希, Sekiya Natsuki, * 17. Mai 1997 in der Präfektur Chiba) ist eine japanische Langstreckenläuferin.

## Sportliche Laufbahn
Erste internationale Erfahrungen sammelte Natsuki Sekiya bei der Sommer-Universiade 2017 in Taipeh, bei der sie im 5000-Meter-Lauf in 16:26,36 min auf den 14. Platz gelangte und über 10.000 Meter nach 35:21,19 min auf Rang zwölf einlief. Zwei Jahre später gewann sie bei den Studentenweltspielen in Neapel in 34:05,84 min die Bronzemedaille im 10.000-Meter-Lauf hinter der Chinesin Zhang Deshun und ihrer Landsfrau Rino Goshima.

## Persönliche Bestzeiten
- 3000 Meter: 9:28,02 min, 12. Juli 2017 in Joensuu
- 5000 Meter: 15:33,95 min, 11. Juli 2016 in Abashiri
- 10.000 Meter: 31:50,17 min, 8. Dezember 2018 in Yamaguchi